# Варда Парсакоутен
Варда Парсакутен ( грч. Βάρδας Παρσακουτηνός   ) је био византијски командант и сестрић цара Нићифора II Фоке .

## Живот
Презиме породице (погрешно написано Παρσακουντηνος, Парсакоунтен, у неким рукописима) потиче од локалитета „Парсакоуте“ (Παρσακουτη). Његов отац, Теодул Парсакутен, оженио се женом из моћне породице Фока, очигледно ћерком генерала Варде Фоке Старијег, оца генерала и будућег цара Нићифора II Фоке (владао 963–969). Варда је имао два брата, Теодора и Нићифора . Пошто је носио име свог деде по мајци, вероватно је био другорођени од њих тројице. 
Према арапским изворима, у бици код Хадата 19. октобра 954. Теодоул Парсакоутен и један од његових синова, или Варда или млађи Нићифор, били су заробљени од стране Хамданидског емира Саифа ал-Давле . Најстарији брат, Теодор, покушао је да откупи свог оца и брата за Саиф ал-Давлиног рођака Абу Фираса, којег је заробио у јесен 962. године, али тек након размене заробљеника 23. јуна 966. византијски заробљеници које је држао Саиф ал- Давла су пуштени. 
Као присталице неуспеле побуне његовог рођака Варде Фоке Млађег против цара Јована I Цимискија (р. 969–976) 970. године, Варда и његова браћа су можда били послати у изгнанство. Њихово изгнанство је вероватно трајало све док цар Василије II (р. 976–1025) није опозвао самог Фоку 978. да би се супротставио побуни Варде Склира .  Овај последњи, истакнути генерал и Цимискијев највиши поручник, побунио се након Цимискијове смрти 976. и брзо је преузео контролу над Малом Азијом, више пута побеђујући лојалистичке армије. Коначно, главни министар цара Василија II, паракоменос Василије Лакапин, био је приморан да опозове Фоку из изгнанства.   Вероватно је да су његове присталице помиловани и опозвани у исто време. Сходно томе, савремени историчар Лав Ђакон бележи да је 978. године Варда Парсакутен, који је имао врховни судски чин магистра, командовао централном царском флотом када је победила побуњеничку флоту код Абидоса употребом грчке ватре, пре него што је искрцала своје људе, поразила побуњеничке трупе на копну и поново заузела Абидос.  